# Serie A2 (pallacanestro maschile)
La Serie A2 è il secondo livello del campionato italiano di pallacanestro maschile ed è il massimo livello dilettantistico. In passato il campionato è stato di livello professionistico dal 1994 al 2001. Il torneo, organizzato dalla Lega Nazionale Pallacanestro, è posto sotto l'egida della FIP.

## Formato
Il campionato di Serie A2 si articola su 2 fasi garantendo due promozioni in Serie A e tre retrocessioni in Serie B Nazionale. 
- Fase di Qualificazione: articolata su girone unico da 20 squadre con partite di andata e ritorno per un totale di 38 gare. La squadra prima classificata al termine della fase di qualificazione sarà promossa in Serie A e il titolo di Campione d'italia dilettante. La squadra classificata al 20º posto retrocederà direttamente in Serie B Nazionale.
- Play-In: vedranno impegnate le squadre classificate tra l'ottavo e il tredicesimo posto nella Fase di Qualificazione. Tale fase verrà articolata su 2 turni (su gara unica per il passaggio al turno successivo) in cui si incontreranno nel primo le squadre classificate dal decimo al tredicesimo posto dando il vantaggio di giocare la partita in casa alle due squadre meglio classificate nella prima fase. Le vincitrici affronteranno nel secondo e ultimo turno l'ottava e la nona classificata in casa delle stesse determinando in questo modo la settima e l'ottava squadra della griglia play-off.
- Play-off: Accederanno ai play off le squadre vincenti il play in e le squadre classificate dal secondo al settimo posto al termine della Fase di Qualificazione, al meglio delle 5 partite per il passaggio turno (con sequenza Casa-Casa-Fuori-Fuori-Casa). La squadra vincente la Finale è promossa in Serie A.
- Play-out: Le squadre classificate dal sedicesimo al diciannovesimo posto accederanno ai play out al meglio delle 5 partite (con sequenza Casa-Casa-Fuori-Fuori-Casa) vedendo la sedicesima classifica sfidare la diciannovesima e la diciassettesima classificata sfidare la diciottesima. Le due squadre sconfitte retrocedono al Campionato di Serie B nazionale.

## Storia
Il 15 marzo 1974, durante un'assemblea straordinaria della Lega Società di Pallacanestro Serie A, viene esposta per la prima volta la proposta di suddividere il massimo campionato in due gruppi. Tale proposta verrà approvata il 22 maggio dello stesso anno dopo una riunione del consiglio Federale della F.I.P. e annunicata due giorno dopo dall'allora presidente Claudio Coccia al Martini Club di Roma.
Il presidente della Federbasket espone le novità: le 14 squadre aventi diritto a partecipare al campionato di Serie A 1974-1975 sono inserite nel Gruppo 1 (poi Serie A1), mentre 10 delle squadre che avrebbero dovuto prendere parte alla Serie B 1974-1975 sono scelte tramite dieci criteri per prendere parte al Gruppo 2 (poi Serie A2). 

Durante la prima stagione, la formula prevede che le prime due della Serie A2 prendano parte alla Poule Scudetto, mentre le restanti otto prendono parte alla Poule Salvezza insieme alle ultime otto della Serie A1. Nel 1976-'77, la formula è simile ma sono introdotti i play-off dopo la Poule Scudetto.
Il 12 maggio 1982 si disputa il primo All Star Game tra la rappresentativa dell'A1 e quella dell'A2, allenata da Riccardo Sales.
Nel 1992-'93 la Lega decide che dalla stagione 1994-'95 Serie A1 e Serie A2 saranno nettamente separate. Inoltre, dal 1994, entrambe le divisioni diventano professionistiche. Nel primo anno divisa dalla Serie A1, l'A2 introduce i play-off per la promozione. Il 27 maggio 1998 si ratifica la successiva divisione in due leghe per la creazione di una Serie A unica e una Legadue Il 20 giugno 2001 nasce ufficialmente la Legadue
che resterà in attività fino alla stagione 2012-2013, lasciando spazio ai campionati "Gold" e "Silver" organizzati dalla Nuova Lega Nazionale Pallacanestro nuovi secondo e terzo livello del campionato italiano di pallacanestro. La Divisione Nazionale A Gold andrà l'anno successivo a confluire nuova Serie A2. 
Dalla stagione 2014-2015 il secondo livello del basket italiano torna a chiamarsi Serie A2, in seguito all'accorpamento della Divisione Nazionale A Silver: la nuova Serie A2 risultava così inizialmente suddivisa in due gironi, Gold e Silver, per poi ristrutturarsi nella stagione 2015-2016 con la composizione di due gironi su base geografica denominati Est ed Ovest. Dalla stagione Serie A2 2024-2025 il campionato si articola su un girone unico con una promozione diretta al termine della stagione regolare e una al vincitore dei play-off. Dalla stagione 2014-2015 il campionato assegna in base a criteri prestabiliti in precedenza il titolo di campione d'Italia dilettanti.

## Squadre partecipanti
Sono 135 le squadre che hanno preso parte alle 52 edizioni del torneo di Serie A2 della pallacanestro italiana dalla stagione 1974-1975, primo torneo organizzato in Italia sotto questa definizione dalla Lega Basket In grassetto le squadre partecipanti all'edizione 2025-2026:
- 27 volte:  Amici Pall. Udinese,  Rinascita B. Rimini
- 23 volte:  Janus Fabriano
- 21 volte:  A. Costa Imola,  Jesi Academy,  Scaligera Verona
- 20 volte:  Scafati Basket
- 18 volte:  Pall. Pavia,  Dinamo Sassari,  Trapani Shark
- 17 volte:  Pall. Trieste
- 16 volte:  Fortitudo Bologna,  Pall. Reggiana
- 15 volte:  Juvecaserta,  Pall. Forlì 2.015
- 14 volte:  Junior Casale,  Reyer Venezia,  Real Sebastiani Rieti
- 13 volte:  B.C. Ferrara,  Mens Sana Siena,  UG Goriziana,  Montecatini S.C.,  U.C.C. Piacenza
- 12 volte:  Pall. Biella,  Viola R. Calabria
- 11 volte:  Basket Mestre,  Latina Basket,  Pall. Roseto
- 10 volte:  Basket Brescia,  Blu Treviglio,  Kleb Ferrara,  Pallacanestro Chieti,  Pistoia Basket
- 9 volte:  Basket Ravenna,  Basket Napoli,   Pallacanestro Vigevano 1955,  Orlandina,  Pall. Forlì 2.015,  Mantova
- 8 volte:  Fortitudo Agrigento,  Pall. Brindisi,  Veroli Basket,  V.L. Pesaro
- 7 volte:  Aresium,  Barcellona,  Basket Livorno, Benedetto XIV Cento,  Derthona Basket,  N.P.C. Rieti,  Aurora Desio,  Pielle Livorno,  Basket Torino,  SS Lazio Basket,  Urania Milano
- 6 volte:  Auxilium Torino,  Eurobasket Roma,  G.M. OrziBasket,  Pall. Cantù,  Pall. Firenze,  Pall. Treviso,  Virtus Roma,  Basket Napoli,  US Corona,  Virtus Ragusa
- 5 volte:  Aironi Novara,  Basket Ferentino,  Cestistica San Severo,  Fulgor Libertas Forlì,  Legnano Basket,  N.B. Brindisi,  Olimpia Basket Pistoia,  Brescia,  Stella Azzurra,  Bergamo B. 2014,  Virtus Porto San Giorgio
- 4 volte:  Bergamo B. 2014,  Vanoli Cremona,  JuVi Cremona,  Monferrato Basket,  Nardò Basket,  Partenope,  Perugia Basket,  Petrarca,  Libertas Livorno 1947,  Pr. Castel Maggiore,  UEB Cividale
- 3 volte:  Athletic Genova,  Bakery Piacenza,  Draghi Novara,  Libertas Pescara,  Napoli Basket,  Pall. Messina,  Pall. Varese,  Sutor Montegranaro,  Pall. Pordenone,  Robur Osimo,  San Giobbe Chiusi,  Scandone Avellino,  Sutor Montegranaro,  Napoli Basket
- 2 volte:  Alpe Bergamo, Aquila Trento,  Avellino Basket,  Azzurro Napoli,  B.blù Bologna,  Dinamo Cagliari,  Fulgor Omegna,  Olimpia Matera,  Olimpia Cagliari,  Basket Agropoli,  Basket Cervia,  Virtus Bologna
- 1 volte:  Cestistica Ostuni,  Blu Basket Bergamo,  Celana Bergamo,  C.S. Borgomanero,  LUISS Roma,  Manner Novara,  Modena Basket,  Moncalieri Basketball,  Master Roma,  Napoli Basketball,  Olimpia Firenze,  Pall. Marsala, Olimpia Milano,  Ruvo di Puglia,  Sant’Antimo,  PMS Torino,  S.G. Triestina,  S.C. Gira,  Teramo Basket, Unione Cestistica Piacentina,  Gorizia,  Virtus Basket Padova,  Virtus Cassino

### Numero di partecipazioni per città
| Città                             | Partecipazioni | Squadra                                                                                      | Regione                  |
| --------------------------------- | -------------- | -------------------------------------------------------------------------------------------- | ------------------------ |
| Forlì                             | 29             | Fulgor Libertas Forlì, Libertas Pallacanestro Forlì, Pallacanestro Forlì 2.015               | Emilia-Romagna           |
| Rimini                            | 27             | Basket Rimini                                                                                | Emilia-Romagna           |
| Udine                             | 27             | Amici Pallacanestro Udinese                                                                  | Friuli-Venezia Giulia    |
| Roma                              | 26             | Eurobasket Roma, LUISS Roma, Montesacro Roma, Virtus Roma, Lazio Basket, Stella Azzurra Roma | Lazio                    |
| Napoli                            | 25             | Azzurro Napoli, Basket Napoli, Napoli Basket, Napoli Basketball, AS Partenope, SSB Napoli    | Campania                 |
| Fabriano                          | 23             | Janus Basket Fabriano                                                                        | Marche                   |
| Ferrara                           | 23             | Basket Club Ferrara, Kleb Basket Ferrara                                                     | Emilia-Romagna           |
| Bologna                           | 23             | Biancoblù Basket Bologna, Fortitudo Bologna, Sporting Club Gira, Virtus Bologna              | Emilia-Romagna           |
| Imola                             | 21             | Andrea Costa Imola                                                                           | Emilia-Romagna           |
| Jesi                              | 21             | Basket Jesi Academy                                                                          | Marche                   |
| Rieti                             | 21             | N.P.C. Rieti, RSR Sebastiani Rieti                                                           | Lazio                    |
| Verona                            | 21             | Scaligera Basket Verona                                                                      | Veneto                   |
| Scafati                           | 20             | Scafati Basket                                                                               | Campania                 |
| Casale Monferrato                 | 18             | AS Junior Libertas Pallacanestro, Monferrato Basket                                          | Piemonte                 |
| Livorno                           | 18             | Basket Livorno, Pielle Livorno, Libertas Livorno                                             | Toscana                  |
| Pavia                             | 18             | Pallacanestro Pavia                                                                          | Lombardia                |
| Sassari                           | 18             | Dinamo Sassari                                                                               | Sardegna                 |
| Trapani                           | 18             | Trapani Shark                                                                                | Sicilia                  |
| Trieste                           | 18             | Pallacanestro Trieste, SG Triestina                                                          | Friuli-Venezia Giulia    |
| Reggio Emilia                     | 16             | Pallacanestro Reggiana                                                                       | Emilia-Romagna           |
| Brescia                           | 15             | Basket Brescia, Pallacanestro Brescia                                                        | Lombardia                |
| Caserta                           | 15             | Juvecaserta                                                                                  | Campania                 |
| Milano                            | 15             | Aresium Milano, Olimpia Milano, Urania Milano                                                | Lombardia                |
| Pistoia                           | 15             | Olimpia Basket Pistoia, Pistoia Basket                                                       | Toscana                  |
| Cremona                           | 14             | Guerino Vanoli Basket, JuVi Cremona, US Corona                                               | Lombardia                |
| Gorizia                           | 14             | Pallacanestro Gorizia, UG Goriziana                                                          | Friuli-Venezia Giulia    |
| Torino                            | 14             | Auxilium Torino,PMS Torino,Basket Torino                                                     | Piemonte                 |
| Venezia                           | 14             | Reyer Venezia                                                                                | Veneto                   |
| Brindisi                          | 13             | New Basket Brindisi, Pallacanestro Brindisi                                                  | Puglia                   |
| Codogno/Casalpusterlengo/Piacenza | 13             | U.C.C.                                                                                       | Emilia-Romagna/Lombardia |
| Siena                             | 13             | Mens Sana Siena                                                                              | Toscana                  |
| Biella                            | 12             | Pallacanestro Biella                                                                         | Piemonte                 |
| Reggio Calabria                   | 12             | Viola Reggio Calabria                                                                        | Calabria                 |
| Latina                            | 11             | Latina Basket                                                                                | Lazio                    |
| Mestre                            | 11             | Basket Mestre                                                                                | Veneto                   |
| Roseto degli Abruzzi              | 11             | Pallacanestro Roseto                                                                         | Abruzzo                  |
| Treviso                           | 11             | Pallacanestro Treviso, Universo Treviso                                                      | Veneto                   |
| Chieti                            | 10             | Pallacanestro Chieti                                                                         | Abruzzo                  |
| Treviglio                         | 10             | Blu Basket Treviglio                                                                         | Lombardia                |
| Capo d'Orlando                    | 9              | Orlandina Basket                                                                             | Sicilia                  |
| Mantova                           | 9              | Pallacanestro Mantova                                                                        | Lombardia                |
| Ravenna                           | 9              | Basket Ravenna                                                                               | Emilia-Romagna           |
| Vigevano                          | 9              | Pallacanestro Vigevano                                                                       | Lombardia                |
| Agrigento                         | 8              | Fortitudo Agrigento                                                                          | Sicilia                  |
| Bergamo                           | 8              | Alpe Bergamo, Bergamo Basket 2014, Blu Basket Bergamo, Celana Basket Bergamo                 | Lombardia                |
| Pesaro                            | 8              | VL Pesaro                                                                                    | Marche                   |
| Veroli                            | 8              | Veroli Basket                                                                                | Lazio                    |
| Barcellona Pozzo di Gotto         | 7              | Basket Barcellona                                                                            | Sicilia                  |
| Cento                             | 7              | Benedetto XIV Cento                                                                          | Emilia-Romagna           |
| Desio                             | 7              | Pallacanestro Aurora Desio                                                                   | Lombardia                |
| Firenze                           | 7              | Olimpia Firenze, Pallacanestro Firenze                                                       | Toscana                  |
| Tortona                           | 7              | Derthona Basket                                                                              | Piemonte                 |
| Cantù                             | 6              | Pallacanestro Cantù                                                                          | Lombardia                |
| Montegranaro                      | 6              | Poderosa Pallacanestro Montegranaro, Sutor Basket Montegranaro                               | Marche                   |
| Orzinuovi                         | 6              | OrziBasket                                                                                   | Lombardia                |
| Ragusa                            | 6              | Virtus Kleb Ragusa                                                                           | Sicilia                  |
| Avellino                          | 5              | Avellino Basket, SS Felice Scandone                                                          | Campania                 |
| Ferentino                         | 5              | Basket Ferentino                                                                             | Lazio                    |
| Legnano                           | 5              | Legnano Basket Knights                                                                       | Lombardia                |
| Novara                            | 5              | Aironi Basket Novara, Manner Novara                                                          | Piemonte                 |
| Padova                            | 5              | Petrarca Basket, Virtus Basket Padova                                                        | Veneto                   |
| Porto San Giorgio                 | 5              | Virtus Porto San Giorgio                                                                     | Marche                   |
| San Severo                        | 5              | Cestistica San Severo                                                                        | Puglia                   |
| Cagliari                          | 4              | Dinamo Cagliari, Olimpia Cagliari                                                            | Sardegna                 |
| Castel Maggiore                   | 4              | Progresso Basket Castel Maggiore                                                             | Emilia-Romagna           |
| Cividale del Friuli               | 4              | UEB Cividale                                                                                 | Friuli-Venezia Giulia    |
| Nardò                             | 4              | Nardò Basket                                                                                 | Puglia                   |
| Perugia                           | 4              | Perugia Basket                                                                               | Umbria                   |
| Piacenza                          | 4              | Bakery Basket Piacenza, UC Piacentina                                                        | Emilia-Romagna           |
| Chiusi                            | 3              | San Giobbe Chiusi                                                                            | Toscana                  |
| Genova                            | 3              | Athletic Genova                                                                              | Lombardia                |
| Messina                           | 3              | Pallacanestro Messina                                                                        | Sicilia                  |
| Novara                            | 3              | Basket Draghi Novara                                                                         | Piemonte                 |
| Osimo                             | 3              | Robur Basket Osimo                                                                           | Marche                   |
| Pescara                           | 3              | Libertas Pescara                                                                             | Abruzzo                  |
| Pordenone                         | 3              | Pordenone basket                                                                             | Friuli-Venezia Giulia    |
| Recanati                          | 3              | USB Recanati                                                                                 | Marche                   |
| Varese                            | 3              | Pallacanestro Varese                                                                         | Lombardia                |
| Agropoli                          | 2              | Polisportiva Basket Agropoli                                                                 | Campania                 |
| Cervia                            | 2              | Polisportiva Cervia Milano Marittima                                                         | Emilia-Romagna           |
| Matera                            | 2              | Olimpia Basket Matera                                                                        | Basilicata               |
| Omegna                            | 2              | Fulgor Omegna                                                                                | Piemonte                 |
| Trento                            | 2              | Aquila Basket Trento                                                                         | Trentino-Alto Adige      |
| Borgomanero                       | 1              | Centro Sportivo Borgomanero                                                                  | Piemonte                 |
| Cassino                           | 1              | Virtus Cassino                                                                               | Lazio                    |
| Marsala                           | 1              | Pallacanestro Marsala                                                                        | Sicilia                  |
| Modena                            | 1              | Modena Basket                                                                                | Emilia-Romagna           |
| Moncalieri                        | 1              | Moncalieri Basketball                                                                        | Piemonte                 |
| Ostuni                            | 1              | Assi Basket Ostuni                                                                           | Puglia                   |
| Ruvo di Puglia                    | 1              | Pallacanestro Ruvo di Puglia                                                                 | Puglia                   |
| Sant'Antimo                       | 1              | Pallacanestro Sant'Antimo                                                                    | Campania                 |
| Teramo                            | 1              | Teramo a Spicchi                                                                             | Abruzzo                  |

### Numero di partecipazioni per Regione
La Lombardia è la regione più rappresenta nella storia del campionato con 21 squadre partecipanti alla stagione 2025/2026 che vi hanno preso parte. Il Molise e la Valle d'Aosta sono le uniche regioni che non hanno mai avuto squadre che le rappresentassero nel campionato.
| Regione               | Numero Squadre |
| --------------------- | -------------- |
| Lombardia             | 21             |
| Emilia-Romagna        | 19             |
| Campania              | 13             |
| Piemonte              | 13             |
| Lazio                 | 12             |
| Toscana               | 10             |
| Marche                | 8              |
| Friuli-Venezia Giulia | 7              |
| Sicilia               | 7              |
| Veneto                | 7              |
| Puglia                | 6              |
| Abruzzo               | 4              |
| Sardegna              | 3              |
| Basilicata            | 1              |
| Calabria              | 1              |
| Liguria               | 1              |
| Trentino-Alto Adige   | 1              |
| Umbria                | 1              |

## Albo d'oro
Serie A2  

Albo promozioni dei 27 tornei organizzati dalla Lega basket
- 1974-1975 ·  Auxilium Torino;  Libertas Forlì
- 1975-1976 ·  Reyer Venezia;   Fortitudo Bologna
- 1976-1977 ·  Olimpia Milano;  S.C. Gira;  Athletic Genova
- 1977-1978 ·  Sebastiani Rieti;  Mens Sana Siena;  Auxilium Torino;  V.L. Pesaro;  Pall. Vigevano
- 1978-1979 ·  Basket Mestre;  Fulgor L. Forlì;  Lazio;  Basket Brescia
- 1979-1980 ·  Gorizia;  Fortitudo Bologna;  Virtus Roma;  Pall. Trieste
- 1980-1981 ·  Reyer Venezia;  Basket Mestre;  Pall. Treviso;  Pall. Brindisi
- 1981-1982 ·  Basket Brescia; Gorizia;  Fabriano Basket;  Libertas Livorno 1947;  Pall. Trieste
- 1982-1983 ·  Alpe Bergamo;  Juvecaserta;  Napoli Basket;  Fulgor L. Forlì
- 1983-1984 ·  Pall. Reggiana;  Amici Pall. Udinese;  Fortitudo Bologna;  Basket Rimini
- 1984-1985 ·  Viola R. Calabria;  Pall. Treviso;  Basket Brescia;  Pielle Livorno
- 1985-1986 ·  Libertas Livorno 1947;  Fortitudo Bologna;  Reyer Venezia;  Amici Pall. Udinese
- 1986-1987 ·  Pall. Treviso;  Pall. Firenze;  Aurora Desio;  Napoli Basket
- 1987-1988 ·  Fortitudo Bologna;  Pall. Reggiana;  Janus Basket Fabriano
- 1988-1989 ·  Viola R. Calabria;  Aurora Desio;  Pallacanestro Firenze;  Montecatini SC
- 1989-1990 ·  Auxilium Torino;  Pall. Trieste;  Libertas Forlì
- 1990-1991 ·  Scaligera Verona;  Mens Sana Siena;  Pall. Pavia;  Pall. Trapani
- 1991-1992 ·  Viola R. Calabria;  Montecatini SC;  Basket Rimini;  Olimpia Pistoia;  Reyer Venezia;  Fabriano Basket
- 1992-1993 ·  Pall. Reggiana;  Scaligera Verona;  Fortitudo Bologna
- 1993-1994 ·  Pall. Varese;  Mens Sana Siena
- 1994-1995 ·  Aresium Milano;  Libertas Forlì
- 1995-1996 ·  Pall. Cantù;  Reyer Venezia
- 1996-1997 ·  Basket Rimini;  Pall. Reggiana
- 1997-1998 ·  UG Goriziana;  A. Costa Imola
- 1998-1999 ·  Montecatini SC;  Pall. Trieste;  Viola R. Calabria;  V.L. Pesaro
- 1999-2000 ·  Pall. Roseto;  Scandone Avellino;  Pall. Udine
- 2000-2001 ·  Pall. Biella;  Basket Livorno;  Fabriano Basket

 Legadue  

Albo promozioni dai 12 tornei organizzati dalla Legadue
- 2001-2002 ·  Basket Napoli
- 2002-2003 ·  Teramo Basket;  Pall. Messina
- 2003-2004 · Pall. Reggiana;  Aurora Jesi
- 2004-2005 ·  Orlandina;  Virtus Bologna
- 2005-2006 ·  Scafati Basket;  Sutor Montegranaro
- 2006-2007 ·  NSB Rieti;  V.L. Pesaro
- 2007-2008 ·  B.C. Ferrara;  Juvecaserta
- 2008-2009 ·  Pall. Varese;  Vanoli Cremona
- 2009-2010 ·  N.B. Brindisi;  Dinamo Sassari
- 2010-2011 ·  Junior Casale;  Reyer Venezia
- 2011-2012 ·  Pall. Reggiana;  N.B. Brindisi
- 2012-2013 ·  Pistoia Basket

 Serie A2  

Albo promozioni dagli 12 tornei organizzati dalla LNP con la denominazione Serie A2
- 2013-2014 ·  Aquila Trento;  Orlandina[13]
- 2014-2015 ·  PMS Torino
- 2015-2016 ·  Leonessa Brescia
- 2016-2017 ·  Virtus Bologna
- 2017-2018 ·  Pall. Trieste
- 2018-2019 ·  Fortitudo Bologna;  Universo Treviso;  Virtus Roma
- 2019-2020 · non assegnato[14]
- 2020-2021 ·  Napoli Basket;  Derthona Basket
- 2021-2022 ·  Scaligera Verona;  Scafati Basket
- 2022-2023 ·  Vanoli Cremona;  Pistoia Basket
- 2023-2024 ·  Trapani Shark;  Pall. Trieste
- 2024-2025 ·  Basket Udine;  Pall. Cantù
- 2025-2026 · da assegnare

## Campioni d'italia dilettanti
Dal 2013 con il ritorno al dilettantismo al seguito del fallimento della Legadue il campionato dalla stagione 2013-2014 è tornato ad assegnare il titolo di Campione d'Italia dilettanti.
- 2013-2014 ·  Aquila Trento
- 2014-2015 ·  PMS Torino
- 2015-2016 ·  Brescia
- 2016-2017 ·  Virtus Bologna
- 2017-2018 ·  Pall. Trieste
- 2018-2019 ·  Fortitudo Bologna
- 2019-2020 · Titolo non assegnato
- 2020-2021 · Titolo non assegnato
- 2021-2022 ·  Scaligera Verona
- 2022-2023 ·  Vanoli Cremona
- 2023-2024 ·  Trapani Shark
- 2024-2025 ·  Amici Pall. Udinese

## Denominazioni ufficiali
Per via dei vari sponsor il campionato ha più volte mutato il suo nome. Questo l'elenco delle denominazioni ufficiali del campionato:
 Legadue
- 2011-2012: Eurobet Legadue

 DNA Gold 
- 2013-2014: DNA Adecco Gold

 Serie A2 
- 2015-2017: Serie A2 Citroën
- 2017-attuale: Serie A2 Old Wild West